# NGC 5583
NGC 5583 (другие обозначения — UGC 9196, MCG 2-37-4, ZWG 75.18, PGC 51313) — галактика в созвездии Волопас.
Этот объект входит в число перечисленных в оригинальной редакции «Нового общего каталога».